# Booneostrea
Booneostrea is een geslacht van tweekleppigen uit de  familie van de Ostreidae.

## Soort
- Booneostrea subucula (Jousseaume in Lamy, 1925)